# Kernphysikalische Forschungsberichte
Die Kernphysikalischen Forschungsberichte waren eine interne Publikationsreihe des 1939 gegründeten deutschen Uranprojekts. Die Publikationen waren seinerzeit als streng geheim eingestuft, selbst die Autoren durften keine Kopien behalten. Die Berichte wurden 1945 durch die alliierte Alsos-Mission konfisziert und in die Vereinigten Staaten an die United States Atomic Energy Commission zur Evaluation geschafft. Im Jahr 1971 wurden die Berichte deklassifiziert und nach Deutschland zurückgebracht. Viele Berichte waren am Forschungszentrum Karlsruhe vorhanden und wurden 1998 an das Deutsche Museum übergeben und sind dort im 'Archiv Online' zu finden; sie sind ebenfalls in der Niels Bohr Library am American Institute of Physics verfügbar. Ein großer Teil ist auch im Buch Collected Works/Gesammelte Werke Heisenbergs abgedruckt. Die Berichte sind von G-1 bis G-395 durchnummeriert.

## Autoren
Die folgenden deutschen Wissenschaftler publizierten ihre Arbeiten in den Kernphysikalischen Forschungsberichten als Mitglieder des Uranvereins:
- Neun der zehn Nuklearphysiker (bis auf Max von Laue), die nach Ende des Zweiten Weltkriegs im Rahmen der Operation Epsilon im britischen Farm Hall interniert worden waren: Erich Bagge, Kurt Diebner, Walther Gerlach, Otto Hahn, Paul Harteck, Werner Heisenberg, Horst Korsching, Carl Friedrich von Weizsäcker und Karl Wirtz.
- Deutsche Physiker, die nach Russland geschickt wurden, um am Sowjetischen Atombombenprojekt zu arbeiten: Robert Döpel, Walter Herrmann, Heinz Pose, Nikolaus Riehl und Karl Günther Zimmer.
- Weitere: Fritz Bopp, Walther Bothe, Gottfried von Droste, Wolfgang Finkelnburg, Erich Fischer, Siegfried Flügge, Hans Geiger, Karl-Heinz Höcker, Friedrich Georg Houtermans, Peter Jensen, Georg Joos, Carl Ramsauer, Fritz Sauter und Fritz Straßmann.